# Charles Camoin
Charles Camoin (Marsella, 1879 — París, 1965) va ser un pintor francès.
Va estudiar a l'École des Beaux-Arts on va ser influenciat per Gustave Moreau i Paul Cézanne. D'estil fauvista, es caracteritza per la utilització de tons suaus. Les seves obres van ser molt apreciades i es conserven principalment al Museu d'Art Modern de París i al Centre Georges Pompidou.